# Metodos de resíduos ponderados
Apresentação
Encontrar uma função que satisfaça uma equação diferencial pode ser muito difícil. Ao mesmo tempo, muitas vezes basta obter uma solução para um determinado intervalo, e não para todo o domínio.  Os métodos de resíduos ponderados encontram uma função que aproxima a solução exata no intervalo com um grau de precisão satisfatório, e tanto melhor quanto menor o intervalo.
Ex: a equação {\displaystyle {\frac {dy}{dx}}=y}, para a condição de contorno: {\displaystyle y(0)=1} tem como solução exata {\displaystyle y=e^{x}}. Uma solução aproximada (veremos posteriormente como ela é determinada) para o intervalo [0,1] é {\displaystyle y=0,3x^{3}+0,39x^{2}+1,03x+1}
Comparando os valores da função exata com os da função aproximada na tabela abaixo:
| {\displaystyle x} | Exato ({\displaystyle y=e^{x}}) | {\displaystyle y=0,3x^{3}+0,39x^{2}+1,03x+1} |
| 0                 | 1                               | 1                                            |
| 0,3               | 1,349859                        | 1,3522                                       |
| 0,6               | 1,822119                        | 1,8232                                       |
| 0,9               | 2,459603                        | 2,4616                                       |

Nesse exemplo, a solução aproximada é um polinômio. De uma forma geral, os métodos de resíduos ponderados encontram soluções do tipo:
y = {\displaystyle \sum _{i=1}^{n}a_{i}*f_{i}}, onde {\displaystyle f_{i}} (x) são funções quaisquer (usualmente denominadas funções interpoladoras), desde que contínuas e diferenciáveis, {\displaystyle a_{i}} são coeficientes a determinar.
Quando essa função é substituída na equação diferencial resta um resíduo, já que ela não é exata. No exemplo acima:
{\displaystyle {\frac {dy}{dx}}-y=0} (para solução exata) e {\displaystyle {\frac {dy}{dx}}-y=res(x)} (para solução aproximada).
Se selecionarmos coeficientes  tais que, ao substituir  na equação diferencial, (com {\displaystyle f_{i}} (x), sendo 1, x, x2, x3 por exemplo), o resíduo não se afaste muito de zero ao longo de todo o intervalo, teremos conseguido nosso objetivo.
Entre os métodos de resíduos ponderados temos:
1. Método de colocação
2. Método de mínimos quadrados
3. Método dos momentos
4. Método de subdomínios
5. Método de Galerkin

Veremos a seguir 2 deles,  Colocação e Galerkin.

## Método de colocação
Seleciona-se arbitrariamente n pontos no intervalo, para os quais o resíduo é igualado a zero, onde n é o número de coeficientes a determinar. Obtém-se assim n equações e n incógnitas, o que permite determinar os coeficientes.
Para o exemplo da equação diferencial {\displaystyle {\frac {dy}{dx}}=y} , com condição de contorno {\displaystyle y(0)=1},
e função aproximada {\displaystyle y=ax^{3}+bx^{2}+cx+1}(satisfaz {\displaystyle y(0)=1}),
O resíduo  {\displaystyle res=3ax^{2}+2bx+c} – {\displaystyle ax^{3}} – {\displaystyle bx^{2}} – {\displaystyle cx} - 1
Pontos selecionados (arbitrários, mas objetivando abranger o intervalo):
x=0,25; x=0,5; x=0,75
{\displaystyle res(0,25)} = {\displaystyle 3a(0,25)^{2}} + {\displaystyle 2b(0,25)}  + {\displaystyle c} – {\displaystyle a(0,25)^{3}} – {\displaystyle b(0,25)^{2}} – {\displaystyle c(0,25)}  - 1 = 0
{\displaystyle res(0,5)}= {\displaystyle 3a(0,5)^{2}} + {\displaystyle 2b(0,5)}  + {\displaystyle c} – {\displaystyle a(0,5)^{3}} – {\displaystyle b(0,5)^{2}} – {\displaystyle c(0,5)}  - 1 = 0
{\displaystyle res(0,75)}= {\displaystyle 3a(0,75)^{2}} + {\displaystyle 2b(0,75)}  + {\displaystyle c} – {\displaystyle a(0,75)^{3}} – {\displaystyle b(0,75)^{2}} – {\displaystyle c(0,75)}  - 1 = 0
O que resulta no sistema:
0,171875a + 0,4375b + 0,75c = 1
0,625a + 0,75b + 0,5c = 1
1,26565a + 0,9375b + 0,25c = 1
Resolvendo o sistema:
a = 0,28; b = 0,42; c = 1,03
Comparando a solução aproximada com a exata:
| {\displaystyle x} | Exato ({\displaystyle y=e^{x}}) | {\displaystyle y=0,28x^{3}+0,42x^{2}+1,03x+1} |
| 0                 | 1                               | 1                                             |
| 0,3               | 1,349859                        | 1,35436                                       |
| 0,6               | 1,822119                        | 1,82968                                       |
| 0,9               | 2,459603                        | 2,47132                                       |

A ideia do método é que se o resíduo assume várias vezes o valor zero no intervalo, espera-se que ele não assuma valores muito grandes, assegurando uma boa aproximação.
Observa-se que a solução é bem próxima à mostrada na apresentação do tópico. Esta foi obtida do método de Galerkin, apresentado a seguir.

## Método de Galerkin
A estratégia aqui também é manter o resíduo bem próximo de zero no intervalo. Para que seja possível gerar n equações com n incógnitas, como no método da colocação, para cada função {\displaystyle f_{i}} (x) gera-se a equação {\displaystyle \int _{l1}^{l2}(res(x)*f_{i}(x))\,dx} = 0, onde l1 e l2 são os limites do intervalo. Essas integrais só podem ser zero, ou se res(x)=0 ao longo do intervalo (quando a solução seria exata), ou se pelo menos um ponto é zero, alternando trechos onde o integrando é maior que zero e outros em que é menor. Como no método anterior, o resíduo fica próximo de zero no intervalo.
No caso do mesmo exemplo do método anterior:
{\displaystyle res(x)=3ax^{2}+2bx+c} – {\displaystyle ax^{3}} – {\displaystyle bx^{2}} – {\displaystyle cx} - 1, e {\displaystyle f_{1}(x)} = {\displaystyle x^{3}}, {\displaystyle f_{2}(x)} = {\displaystyle x^{2}}  e {\displaystyle f_{3}(x)} = {\displaystyle x}.
Repare-se que as funções interpoladoras {\displaystyle f_{i}(x)} são usadas para construir uma função aproximada para {\displaystyle y} e também como pesos para os integrais serem nulos.
No caso do mesmo exemplo, as integrais seriam:
{\displaystyle \int _{0}^{1}(res(x)*x^{3})\,dx} = 0,
{\displaystyle \int _{0}^{1}(res(x)*x^{2})\,dx} = 0,
{\displaystyle \int _{0}^{1}(res(x)*x)\,dx} = 0,
Resolvendo as integrais obtém-se o sistema:
0,35714286a + 0,23333333b + 0,05c = 0,25
0,43333333a + 0,3b + 0,08333333c = 0,33333333
0,55a + 0,41666667b + 0,16666667c = 0,5
E resolvendo-se o sistema:
a = 0,3; b = 0,39; c = 1,03
Comparando a solução aproximada com a exata:
| {\displaystyle x} | Exato ({\displaystyle y=e^{x}}) | {\displaystyle y=0,3x^{3}+0,39x^{2}+1,03x+1} |
| 0                 | 1                               | 1                                            |
| 0,3               | 1,349859                        | 1,3522                                       |
| 0,6               | 1,822119                        | 1,8232                                       |
| 0,9               | 2,459603                        | 2,4616                                       |

Que é a tabela vista logo na apresentação do tópico, mostrando o grau de precisão alcançado.
O método de Galerkin, além de gerar uma boa aproximação, é mais fácil de ser codificado, e por isso é o preferido nos programas de elementos finitos.